# Dobro Selo (Bužim)
Dobro Selo falu Bosznia-Hercegovinában, a Bosznia-hercegovinai Föderáció Una-Szanai kantonjában, Bužim községben.

## Fekvése
Bosznia-Hercegovina északnyugati részén, Bihácstól légvonalban 32, közúton 50 km-re északkeletre, Bužimtól légvonalban 6, közúton 8 km-re keletre levő dombos, erdős területen, a Čava-patak völgyében és a környező dombokon fekszik. 

## Népessége
| Nemzetiségi csoport | Népesség 1991 | Népesség 2013 |
| ------------------- | ------------- | ------------- |
| Szerb               | 51            | 0             |
| Bosnyák             | 1680          | 2239          |
| Horvát              | 1             | 1             |
| Jugoszláv           | 1             | 0             |
| Egyéb               | 19            | 2             |
| Összesen            | 1752          | 2242          |

## Története
A régészeti leletek alapján Čava mai helyi közösségének területe az egyik legrégebben lakott hely Bužim község területén. Ezt támasztja alá, hogy Čava közvetlen közelében, Lončareva Glavica lelőhelyén számos agyagból és kerámiából készült tárgy került elő. Bár még mindig nincs tudományos megerősítés, hogy a talált tárgyak mikortól származnak, a leletek a terület korai betelepedésére utalnak. A mai napig tisztázatlan a Čava vagy Čavnik név alatti település pontos keltezésének kérdése, de tény, hogy a Čava név alatti települést már a 14. században említik. A történelmi bizonyítékok mellett tárgyi bizonyítékok is vannak arra, hogy Čava középkori vára is létezett egykor. Ennek maradványai egy dombon találhatók, nem messze Čava központi részétől. A Crkvina nevű lelőhelyen a középkori település templomának alapfalait is megtalálták.
Az első likai szerb családok a 19. század elején, pontosabban 1820 körül érkeztek Čava településre. Leginkább a külterületeken, elsősorban Dobro Selo környékén telepednek le, ahol a következő másfél évszázadban éltek, egészen a tömeges vajdasági kivándorlásig. Még ma is megvannak a dobro selói ortodox temető maradványai, ahol az utolsó ortodox Knežević család is temetkezett. Az osztrák-magyar megszállás előtt az első muszlim családok Bužim, Dizdarevići, Mustafići, Salkići, Hajrudinovići és Suljadžići településekről költöztek Čavára. A település mai lakosságának többsége tőlük származik. 1876. július 26 és 28 között Dobro Selo teróétén csata zajlott a Karađorđević Péter vezette szerb felkelők és az oszmán csapatok között. A mai Čava települést korábban más falvakkal együtt Dobro Selonak hívták. 1913-ban itt nyílt meg Bužim község első állami általános iskolája. Az 1980-as évek elején a Bužim önkormányzattól való elszakadással ez a település megváltoztatta a nevét és megszerezte a helyi közösségének státuszát. Ily módon Dobro Selo a települések egyikeként vált a helyi közösség részévé. Čava és Dobro Selo mellett a következő falvak tartoznak ehhez a helyi közösséghez: Zimonje, Mahmića Most, Handanovića Brdo, Suhodol és Babinac.
Az 1980-ban épült nyolcosztályos iskola épületében 1982. február 15-ig a „Bužim” Általános Iskola keretein belül zajlottak a foglalkozások, amikor Čava önálló általános iskolát kapott. 1983-ban regionális klinikát nyitottak Čaván. A helyi lakosságnak a "Bijelo vrela" vizéből történő vízellátása 1974-től működik. Ugyanebben az évben kiszélesítették a Čaván átvezető makadámutat. A második vízvezetéket, a Babin bunart 1986-ban építették meg. Az 1971-ben épült mecset alapjaira 2009-ben egy új, modernebb mecset épült. Közvetlenül a mecset mellett 2011-ben kút épült. Čava központi részén aszfaltozott út halad át, amely az R 401-es regionális úthoz kapcsolódik. A helyi közösség területén található Svetinja vagy Ibret uzvor, mely Bužim község leghíresebb piknikezőhelye.

## Nevezetességei
- Késő középkori keresztény templom maradványai a Crkvina nevű helyen. A keletelt tájolású épület 13 méter hosszú és 8 méter széles volt, apszisa a keleti oldalon állt. A lelőhely régészeti feltárása még nem történt meg. A maradványokat Branka Raunig azonosította. Zimonjánál egy másik, nagyméretű templom maradványai találhatók. Ez az alapfalak szerint 17 méter hosszú és 12 méter széles, kelet-nyugati tájolású volt. Radoslav Lopašić 1943-ban újból kiadott „Bihać i Bihaćka krajina: mjestopisne i poviestne crtice” című művének 195. oldalán szerepel, de apszisáról a szerző nem tett feljegyzést.[5]

- A település területén, körülbelül 5 km-re az R-401-es regionális úttól, amely összeköti a Bosanska Krupát és Bužimot, található a "Svetinja" vagy "Ibret-forrás". A forrás egy kb. 16 méter magas sziklás mészkő túlnyúlás felett található, amelyből naponta többször folyik ki a víz, lehull a szikláról, majd egy idő után újra kiszárad. Az emberek körében széles körben elterjedt a hiedelem a forrás gyógyító erejéről. Ez az oka annak, hogy az emberek minden év május 6-án összegyűlnek a forrásnál, mosakodnak és fürödnek a vízben, hisznek a forrás természetfeletti természetében és gyógyászati tulajdonságaiban.[6]

- Határában áll a boszniai háború egyik legnagyobb emlékműve. Az emlékmű öt háromszögből áll, amelyek az 505. Bužim gárdadandár öt jelentős csatáját szimbolizálják: Ćorkovača felszabadítását 1992 októberéban, a "Villám '93" hadműveletet 1933 januárjában, a Suha felszabadításáért vívott csatát Ivanjska és az Una folyó között, a "Breza '94" hadműveletet 1994 szeptemberében és a "Storm-Dvor" hadműveletet 1995 augusztusában, amelyben Nanić tábornok is elesett.

- A Čavnik lelőhelyen késő középkori vár maradványai találhatók. A vár tojásdad alakú, déli részén egy élesen kiugró sarokkal. Mérete 26 x 20 méter, 8 méteres átmérőjű hengeres toronnyal, 1,2 méteres vastagságú falakkal. Bejárata az északi oldalon volt. A várban a vízellátást 4,5 méteres átmérőjű ciszterna biztosította. A várat a 15. és 16. században említik.[5]